# IBM 5x86C

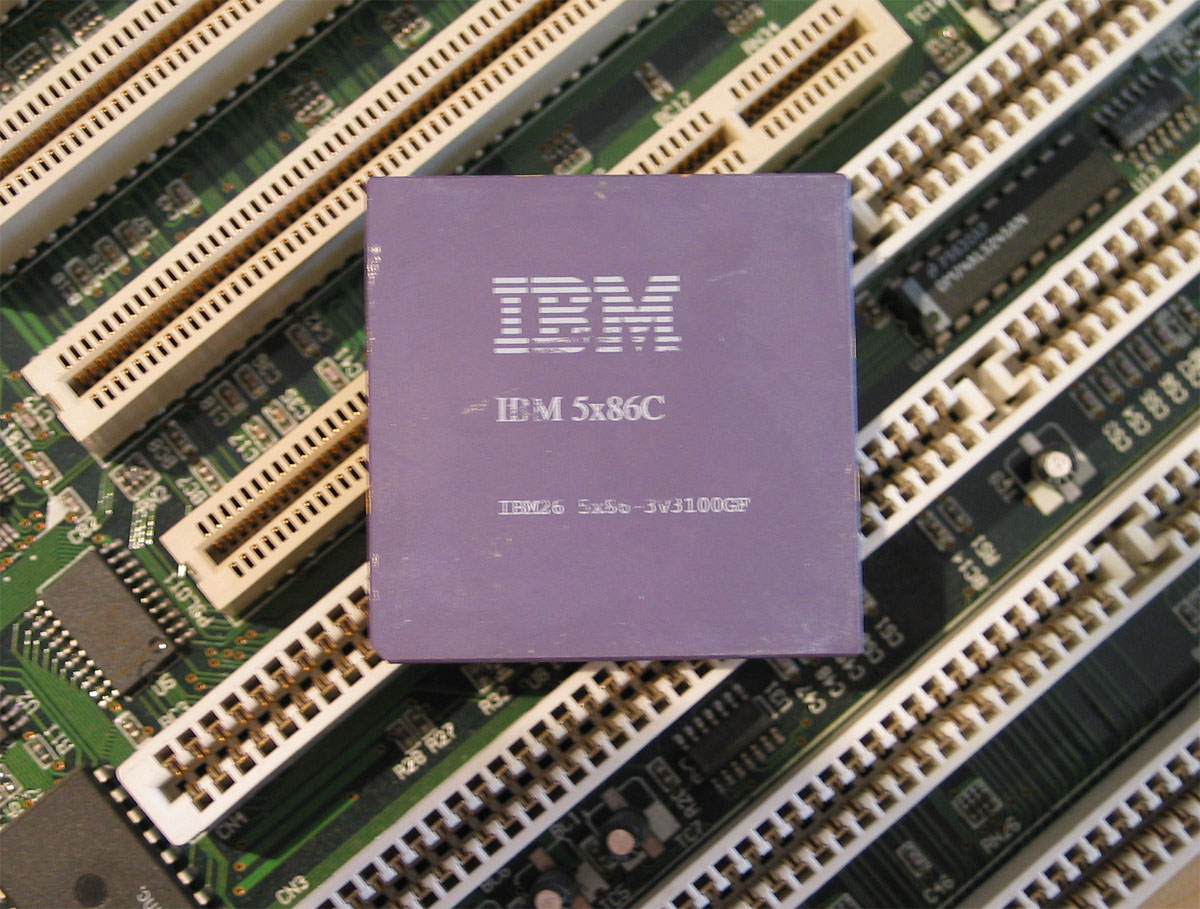
IBM 5x86C processzor

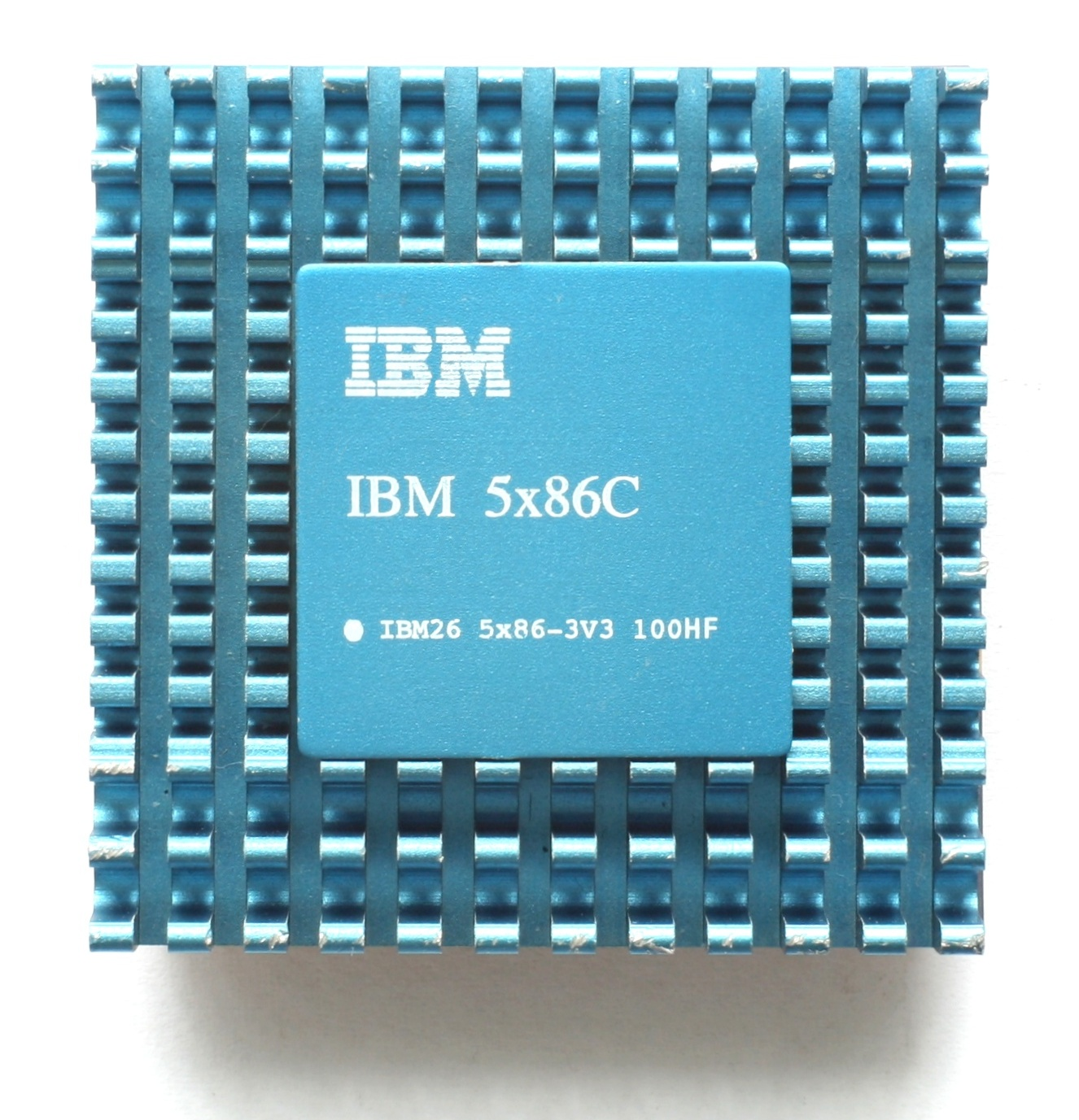
IBM 5x86C kék gyári hűtőbordával

Az IBM 5x86C egy IBM márkajelzéssel ellátott és az IBM által gyártott változata a Cyrix tervezte Cyrix Cx5x86 CPU-nak.
Az IBM korábbi x86 típusú processzorai, az IBM 386SLC és IBM 486SLC, módosított Intel terveken alapultak.

## Specifikációk
- iDX4WB kivezetés-elrendezés, 168 csatlakozóval
- Socket 3
- 2,0 millió tranzisztor, 0,65 mikrométeres folyamat
- 144 mm² lapkafelület
- 3,3 volt tápfeszültség
- 16 KiB egyesített L1 gyorsítótár
- 75 MHz órajelű kiadás 25 MHz (25×3) sebességű front-side bus-hoz
- 100 MHz órajelű kiadás 33 MHz (33×3) sebességű front-side bus-hoz[1]

## Fordítás
Ez a szócikk részben vagy egészben  az   IBM 5x86C című angol Wikipédia-szócikk ezen változatának fordításán alapul.  Az eredeti cikk szerkesztőit annak laptörténete sorolja fel. Ez a jelzés csupán a megfogalmazás eredetét és a szerzői jogokat jelzi, nem szolgál a cikkben szereplő információk forrásmegjelöléseként.